# 1937 في نيوزيلندا
فيما يلي قوائم الأحداث التي وقعت خلال عام 1937 في نيوزيلندا.

## سياسة

### تعيين في المنصب
- 22 سبتمبر – ديفيد ويلسون Member of the Legislative Council of New Zealand ‏.

## مواليد

### يناير
- 1 يناير – جيم بيترز سياسي نيوزيلندي.
- 1 يناير – غاري فريمان نحات أمريكي.
- 1 يناير – لانس بيرسون لاعب كريكت نيوزلندي.
- 26 يناير – بروس ماكفيل لاعب رغبي نيوزيلندي.

### فبراير
- 2 فبراير – توني شيلي
- 2 فبراير – نيل تومسون
- 19 فبراير – وارويك دالتون درّاج طريق نيوزيلندي.

### مارس
- 8 مارس – باري روبنسون
- 10 مارس – جون كريغتون
- 11 مارس – جون وارد لاعب كركيت نيوزيلندي.

### أبريل
- 7 أبريل – غرايم ديفيز مهندس نيوزيلندي.
- 16 أبريل – إيفان كيتس

### يونيو
- 20 يونيو – فيل سكوغلاند

### يوليو
- 21 يوليو – باري توماس

### أغسطس
- 10 أغسطس – فاليري يونغ منافِسة أوليمبية نيوزيلندية.
- 17 أغسطس – باتريشيا غريس كاتبة نيوزيلندية.
- 19 أغسطس – ميك براون قاضي نيوزلندي.
- 30 أغسطس – بروس ماكلارين

### سبتمبر
- 21 سبتمبر – دينيس براون كهنوت نيوزيلندي.
- 23 سبتمبر – الكسندر موريسون

### نوفمبر
- 12 نوفمبر – هيلين ثاير مستكشفة نيوزيلندية.
- 19 نوفمبر – كينيث كيث قاضي نيوزلندي.
- 19 نوفمبر – ميغ كامبل شاعرة نيوزيلندية.

### ديسمبر
- 3 ديسمبر – بيتر موريس لاعب كريكت نيوزلندي.
- 5 ديسمبر – روجر دوغلاس سياسي نيوزيلندي.
- 25 ديسمبر – جينجر مولوي

## وفيات

### أبريل
- 15 أبريل – جون كيني (مواليد 1883) لاعب كريكت نيوزلندي.

### يونيو
- 7 يونيو – جورج هاربر (مواليد 1867) لاعب رغبي نيوزيلندي.

### يوليو
- 3 يوليو – آدم جلان (مواليد 1853) لاعب كريكت نيوزلندي.

### أغسطس
- 17 أغسطس – جون ماكدونالد (مواليد 1880) سياسي أسترالي.
- 25 أغسطس – ويليام روبرتس (مواليد 1871)

### سبتمبر
- 11 سبتمبر – تريفور لويد (مواليد 1863) رسام كارتون نيوزيلندي.

### أكتوبر
- 19 أكتوبر – إرنست رذرفورد (مواليد 1871) الكيميائي والفيزيائي البريطاني المولود في نيوزيلندا.
- 28 أكتوبر – لورانس جاكسون (مواليد 1907) مُجدّف نيوزيلندي.

### ديسمبر
- 7 ديسمبر – هربرت وليامز (مواليد 1860) قس نيوزيلندي.